# Rudolf Schoen (Mediziner)
Rudolf Schoen (* 31. März 1892 in Kaiserslautern; † 11. März 1979 in Göttingen) war ein deutscher Hochschullehrer für Innere Medizin an der Universität Göttingen. Er war Gründungsrektor der Medizinischen Hochschule Hannover.

## Leben
Schoen studierte Medizin in Heidelberg, München und Straßburg. Danach war er am Pathologischen Institut der Universität München bei Maximilian Borst und Assistent von Ernst von Romberg. 1920 wurde er promoviert und ging dann ans Pharmakologische Institut der Universität Königsberg. 1925 habilitierte er sich in Würzburg bei Paul Morawitz. 1926 wurde er Oberarzt an der Medizinischen Klinik der Universität Leipzig, 1929 außerordentlicher Professor und 1931 ordentlicher Professor an der Medizinischen Poliklinik Leipzig. Seit 1939 war er ordentlicher Professor an der Medizinischen Klinik der Universität Göttingen und er war dort 1945 Dekan der Medizinischen Fakultät und 1959 bis Wintersemester 1960/61 Rektor der Universität. 1961 emeritierte er.
Schon 1954 bemühte er sich um eine Reform der Medizinerausbildung, niedergelegt in einer Denkschrift mit H. Schäfer, und er war als Mitglied der Klinischen Kommission des Wissenschaftsrats an der Neuplanung Medizinischer Hochschulen in Deutschland beteiligt. 1961 wurde er Mitglied des Gründungsausschusses der MHH und 1965 deren erster Rektor.
Er befasste sich insbesondere mit Rheumatologie und Arthritis, Pathophysiologie des Atmens, Pathologie von Bluterkrankungen. 1949 war er wesentlich an der Neugründung der Deutschen Gesellschaft für Rheumatologie beteiligt und war lange deren Präsident und später Ehrenpräsident.
Er war seit 1959 Mitglied der Leopoldina. 1964 erhielt er das Große Verdienstkreuz des Niedersächsischen Verdienstordens und 1967 den Großen Verdienstorden mit Stern der Bundesrepublik Deutschland. 1969 erhielt er die Paracelsus-Medaille und 1971 die Niedersächsische Landesmedaille. 1968 wurde er Ehrendoktor der MHH. 1972 erhielt er die Albrecht-von-Haller-Medaille der Universität Göttingen.
Ihm zu Ehren ist der Rudolf Schoen Preis der Deutschen Gesellschaft für Rheumatologie  benannt und der Rudolf Schoen Preis der TUI Stiftung für Nachwuchswissenschaftler der MHH in Hannover.

## Schriften
- mit W. Tischendorf: Klinische Pathologie der Bluterkrankungen, Thieme, Stuttgart 1950.
- mit Heinrich U. Anton: Biochemische Befunde in der Differentialdiagnose innerer Krankheiten, Thieme, Stuttgart 1960.
- Herausgeber: Klinik der rheumatischen Erkrankungen, Springer, Berlin 1970.
- Polyarthritis Chronica Progressiva, Steinkopff 1969.
- Herausgeber: Innere Medizin, Teil 1,2, Wiesbaden, Dieterich 1948 (Naturforschung und Medizin in Deutschland 1939–1946, auch in englischer Version, FIAT Review of German Science).
- Die ärztliche Ausbildung und die Erziehung zum Arzt, Banaschewski, Gräfelfing (München) 1974, DNB 750065583 (= Die Stimme des Arztes).